# Jenaer Rosarium
Das Jenaer Rosarium war eine nach Herkunft sortierte Anpflanzung von bestimmten Rosenarten zur gezielten Neuzüchtung, die der Kinderarzt und anerkannte Rosenzüchter Jussuf Ibrahim zunächst in seinem privaten Garten in der Kasernenstraße 10 (heute Rathenaustraße) in Jena-West in den 1930er Jahren anlegte.
Mit der Verleihung des Titels eines Ehrenbürgers der Stadt Jena und der Ehrendoktorwürde der Pädagogischen Fakultät anlässlich seines 70. Geburtstages im Jahr 1947 schenkte Ibrahim das Rosarium dem Botanischen Garten der Friedrich-Schiller-Universität Jena und benannte es nach seiner Wirkungsstätte. In den 1960er Jahren wurde diese botanische Sammlung offenbar aufgelöst.
Neben dem Rosarium von Ibrahim existierte ein weiteres auf dem Adolf-Hitler-Platz (später Karl-Marx-Platz, Petersen-Platz, heute Jenaplan), nachdem dieser neu angelegt worden war.